# Kanton Cormeilles-en-Parisis
Kanton Cormeilles-en-Parisis (fr. Canton de Cormeilles-en-Parisis) byl francouzský kanton v departementu Val-d'Oise v regionu Île-de-France. Tvořily ho dvě obce. Zrušen byl po reformě kantonů 2014.

## Obce kantonu
- Cormeilles-en-Parisis
- Montigny-lès-Cormeilles